# بترا أدامكوفا
بترا أدامكوفا مواليد 21 يونيو 1991 في أوسترافا، تشيكوسلوفاكيا، هي لاعبة كرة يد تشيكية تلعب كمحور. تلعب حاليا مع فغيش أوف غوبينغن وتحمل الرقم 67. مثلت منتخب التشيك لكرة اليد للسيدات.

## سجل المنافسة
شاركت في البطولات التالية:
- بطولة أوروبا لكرة اليد للسيدات 2016

## الإنجازات
- الدوري التشيكي لكرة اليد للسيدات:
  - الفوز: 2012